# Майская Заря
Майская Заря — деревня в Курском районе Курской области России. Входит в состав Моковского сельсовета.

## География
Деревня находится в центральной части Курской области, в пределах южной части Среднерусской возвышенности, в лесостепной зоне, при автодороге М2, на расстоянии примерно 1 километра (по прямой) к западу от города Курска, административного центра района и области. Абсолютная высота — 165 метров над уровнем моря.

### Улицы
В деревне улицы: Вековая, Высокий переулок, Отрадная, Пляжная, Прохладная, Рассветная, Рассветный переулок, Родниковая, Тихий переулок, Тупик Майский.

### Климат
Климат характеризуется как умеренно континентальный, с относительно жарким летом и умеренно холодной зимой. Среднегодовая температура воздуха — 5,5 °С. Средняя температура воздуха самого тёплого месяца (июля) — 18,7 °C (абсолютный максимум — 37 °С); самого холодного (января) — −9,3 °C (абсолютный минимум — −35 °С). Безморозный период длится около 152 дней. Среднегодовое количество атмосферных осадков составляет 587 мм, из которых 375 мм выпадает в период с апреля по октябрь. Снежный покров образуется в первой декаде декабря и держится в среднем 125 дней.

### Часовой пояс
Деревня Майская Заря, как и вся Курская область, находится в часовой зоне МСК (московское время). Смещение применяемого времени относительно UTC составляет +3:00.

## Население
| 2002 | 2010 |
| ---- | ---- |
| 53   | ↗54  |

### Половой состав
По данным Всероссийской переписи населения 2010 года в половой структуре населения мужчины составляли 51,9 %, женщины — соответственно 48,1 %.

### Национальный состав
Согласно результатам переписи 2002 года, в национальной структуре населения русские составляли 100 %.

## Инфраструктура
Личное подсобное хозяйство. В деревне 85 домов.

## Транспорт
Майская Заря находится в 0,8 км от автодороги федерального значения М2 «Крым» (часть европейского маршрута E 105), на автодорогe межмуниципального значения 38Н-201 (М-2 «Крым» – Духовец), в 7,5 км от ближайшей ж/д станции Рышково (линия Льгов I — Курск).
В 122 км от аэропорта имени В. Г. Шухова (недалеко от Белгорода).